# Domingo de Cabarrús y Galabert
Pour les articles homonymes, voir Cabarrús et Galabert.
Domingo de Cabarrús y Galabert (22 juin 1774, palais de Carabanchel Alto (es) – 9 février 1842, palais de Torrelaguna), 2e comte de Cabarrús, est un afrancesado, ministre du Trésor public de Joseph Bonaparte. Plus tard, il est gouverneur civil de la province de Palencia et de la province de Valladolid.

## Biographie

### Jeunesse

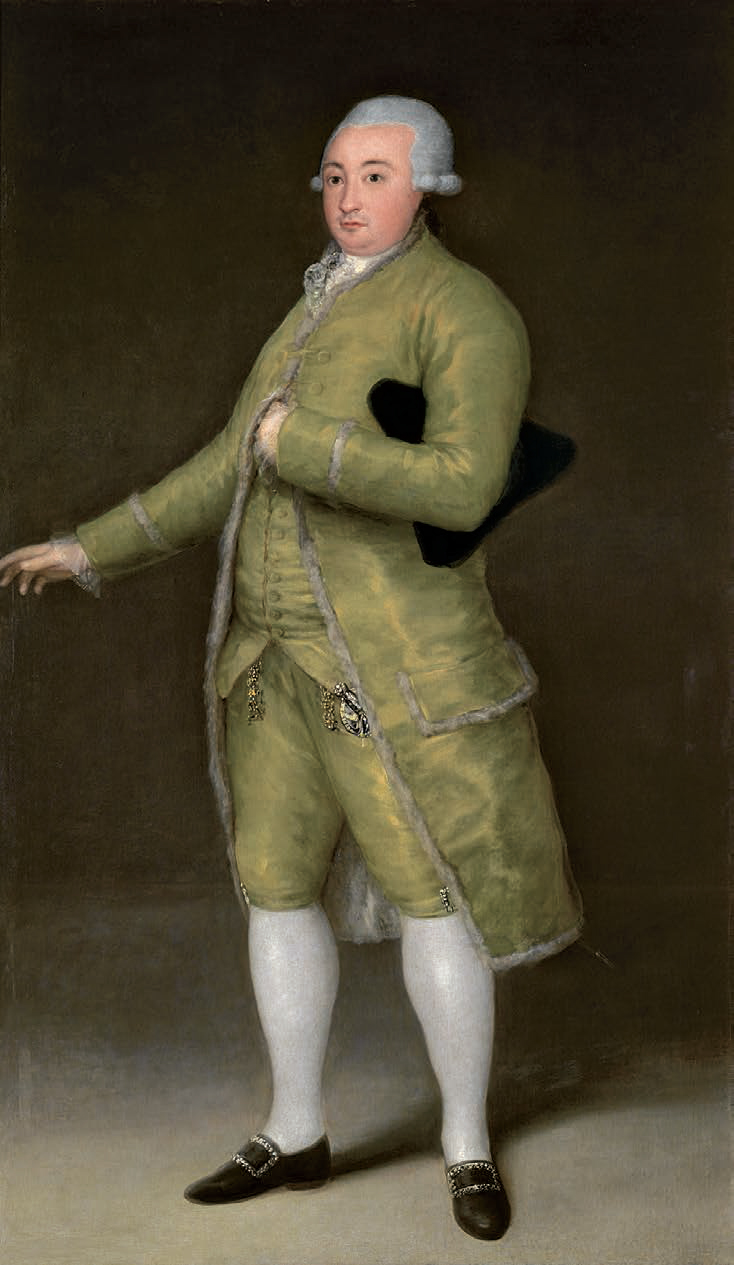
Son père, François Cabarrus, peint par Goya.

Descendant d’une famille de négociants avec l’outre-mer et de marins du Pays basque, anoblie en 1789, Domingo Cabarrús est le fils aîné de François Cabarrus. Sa mère, Maria Antonia de Galabert y Casanova (1755-1827), est la fille d’un Français établi en Espagne et marié à une Espagnole.
Son père devient le plus célèbre financier d’Espagne[réf. nécessaire] et un personnage important de la cour et du gouvernement. Le 31 décembre 1789, il achète la baronnie de Rambouillet, dans la province du Languedoc. Il est arrêté et emprisonné en Espagne. En France, sa sœur, surnommée « Notre-Dame de Thermidor », échappe de peu à la guillotine.
Domingo de Cabarrús y Galabert épouse, en 1795 à Malaga, Rosa Quilty y Cólogan (1775-1811), fille de Thomas Quilty, avec qui il est en affaire.
À cette époque, Domingo Cabarrus présente sa demande de licence au Conseil des Indes et au Secretario de Hacienda, Miguel Cayetano Soler (es). Domingo n’est pas dénué d’expérience tant commerciale que politique. L'intervention du duc d'Osuna (en), celle probable de Godoy relancé à plusieurs reprises par Domingo Cabarrus et sans doute aussi la distribution de quelques pots-de-vin[réf. nécessaire] lui permet de l’obtenir.
Le duc d'Osuna (en), après la paix d'Amiens, s’associe avec Cabarrús et un émigré, Henri de Liniers, pour exploiter une licence d’importation de 15 000 esclaves destinés à être vendus dans la vice-royauté du Río de la Plata. Les trois associés s’efforcent de revendre cette licence à des maisons étrangères, comme celles de Robert Longayrou ou de Gordon et Murphy Michel. Cabarrús envoie trois navires négriers anglais à Montevideo en 1794, 1795 et 1796.

### Pendant l’occupation française (1808-fin 1814)
En 1808, lors de la pseudo-révolution qui semble chasser pour toujours les Bourbons du trône d'Espagne, son père, François Cabarrus vole à Madrid et s'empresse de faire sa cour à Joseph Bonaparte, frère de Napoléon Bonaparte, qui le nomme surintendant de la caisse de consolidation et ministre des Finances. C'est à cette époque que François Cabarrus termine sa carrière politique. 
À la mort de son père en 1810, il devient le comte de Cabarrus. Il hérite aussi du duché d'Uceda et du comté de Torrelaguna.
Domingo de Cabarrús y Galabert se remarie avec Josefa de Alasia y Torregrosa, d'Orihuela (province d'Alicante), l'une de ses voisines madrilènes, fille de José de Alasia et de Vicenta de Torregrosa. 
Le frère de Napoléon, Joseph Bonaparte, le fait gentilhomme de sa chambre, par décret royal du 17 juin 1810 et chevalier de l'Ordre royal d'Espagne, le 11 mars 1810.
Le roi le nomme surtout ministre du Trésor public, mais comme il l’explique dans une lettre en 1814 qu’il doit cette nomination aux relations de son père.

### Après l’occupation française (fin 1814-1842)
Cabarrús, accusé de collaboration avec les Français, part en exil fin 1814. En tant qu’afrancesado, ses biens sont saisis. On calcule que plus de 4 000 espagnols se retrouvent en France au moment le plus critique de l’émigration, bien que d’autres sources chiffrent ce nombre à 12 000. 
Après avoir séjourné en France et en Angleterre, Cabarrús s’installe à Gibraltar, où il peut plus facilement gérer les affaires familiales. Il peut toutefois, après plusieurs années d’exil, rentrer en Espagne.
Cabarrús n’est pas un Oberkampf, mais il appartient à cette frange de la noblesse qui dynamise l’économie espagnole en investissant dans l’industrie et en augmentant la production de leurs haciendas et de leurs usines. Il est une sorte de précapitaliste qui reste un rural et vit aussi de ses rentes.[réf. nécessaire] Certes, Domingo est un libéral qui se soucie du sort des pauvres, mais s’il parle d’égalité des chances et de libéralisme, il se sert et développe le réseau de relations, composé de parents ou de relations d’affaires de son père.[réf. nécessaire] Toutefois, il est plus un aristocrate dépensier et un propriétaire terrien que son père, qui n’était pas né comte et très fortuné.
Cabarrús marie sa fille avec le frère de Francisco Martínez de la Rosa. Quand celui-ci devient Premier ministre, Cabarrús est nommé gouverneur civil de la province de Palencia, puis de la province de Valladolid, par décision de la reine Isabelle II (1833-1869), le 13 novembre 1834. À cette époque, Marie-Christine de Bourbon-Siciles est régente.
Domingo de Cabarrús y Galabert décède dans son palais de Torrelaguna, région dont il est le comte, le 9 février 1842 à l'âge de 67 ans et ses funérailles ont lieu en l'église paroissiale de Sainte María Magdalena (es).

### Sa descendance
Le fils de Domingo de Cabarrús y Galabert et Rosa Quilty y Cólogan se marie avec Enriqueta Kirkpatrick, tante de l'impératrice Eugénie de Montijo et de la duchesse d'Albe. Leur fille épouse, en 1818, le frère de Francisco Martínez de la Rosa.